# Klinowanie
Klinowanie — picie alkoholu, aby usunąć złe samopoczucie będące efektem picia poprzedniego dnia. Klinowanie jest charakterystyczne dla fazy ostrej choroby alkoholowej, poprzedza uzależnienie fizyczne i całkowitą utratę kontroli.
Pojęcie klinowania jest znane od co najmniej okresu średniopolskiego to jest od XVI wieku i przetrwało do czasów współczesnych w postaci frazeologizmu w powiedzeniach: "Klin klinem wybić; upiłeś się wczora, jeślić głowa faluje; pij znowu, będziesz zdrów" lub "Miał tę zdumiewającą właściwość, że jeżeli w niedzielę się upił, to dopiero w piątek chorował, a przez sobotę i niedzielę klin klinem wybijał.".